# Parauchenoglanis buettikoferi
Parauchenoglanis buettikoferi är en fiskart som först beskrevs av Popta, 1913.  Parauchenoglanis buettikoferi ingår i släktet Parauchenoglanis och familjen Claroteidae. IUCN kategoriserar arten globalt som otillräckligt studerad. Inga underarter finns listade i Catalogue of Life.